# Hit the Saddle
Pour plus de détails, voir Fiche technique et Distribution.
Hit the Saddle est un film américain réalisé par Mack V. Wright, sorti en 1937.

## Fiche technique
- Titre original : Hit the Saddle
- Réalisation : Mack V. Wright
- Scénario : Oliver Drake d'après une histoire de William Colt MacDonald, Oliver Drake et Maurice Geraghty
- Musique : Alberto Colombo
- Photographie : Jack A. Marta
- Montage : Tony Martinelli
- Direction artistique : John Victor Mackay (non crédité)
- Production : Nat Levine et Sol C. Siegel (producteur associé)
- Société de production et de distribution : Republic Pictures
- Pays de production : États-Unis
- Langue : anglais
- Format : Noir et blanc - 35 mm - 1,37:1 - Son : Mono (RCA High Fidelity Recording)
- Genre : Western
- Durée : 57 minutes
- Date de sortie : 
  - États-Unis 3 mars 1937

## Distribution
- Robert Livingston : Stony Brooke
- Ray Corrigan : Tucson Smith
- Max Terhune : Lullaby Joslin
- Rita Hayworth (sous le nom de Rita Cansino) : Rita, chanteuse de saloon
- J. P. McGowan : Rance McGowan
- Ed Cassidy : Shérif Miller, assassiné par McGowan
- Sammy McKim : Tim Miller, le fils du shérif
- Yakima Canutt : Buck, l'un des hommes de main de McGowan
- Harry Tenbrook : Joe Harvey, l'un des hommes de main de McGowan
- Robert Smith :  Hank, l'un des hommes de main de McGowan
- Eddie Boland : Pete